# Jos Hol
Jos Hol (Tegelen, 1958) is een Nederlands singer-songwriter, die zowel in het Venloos als het Nederlands zingt.

## Biografie
Jos Hol werd in Tegelen geboren. Volgens zijn moeder kon hij eerder zingen dan praten. De eerste popgroep waarmee hij optrad was Zuh Bent. Hij stopte echter langere tijd met muziek maken, maar speelde in 1995 nog wel de hoofdrol tijdens de Passiespelen in Tegelen.
Voor zijn vijftigste verjaardag kreeg hij een gitaar van het merk Martin, wat hem stimuleerde om opnieuw liedjes te schrijven. Dit doet hij sindsdien in het Limburgs. In samenwerking met andere artiesten bracht hij verschillende albums uit, waaronder zijn debuut met Onderhuids; hij was toen nog vijftig. In 2011 bracht hij zijn tweede album uit, getiteld Verlange.
In maart 2012 presenteerde Hol een theaterprogramma rond de eerder uitgebrachte cd Verlange. Hetzelfde jaar werd hij genomineerd voor de Jo Erens Priès, voorheen de Priès van het Limburgse Leed genoemd. In 2014 werkte hij samen met de Toneelgroep Maastricht, voor wie met liedjes in het Limburgs verbindingen legde tussen de verschillende scènes.

## Discografie
Hij bracht de volgende albums in het Limburgs uit:
- 2009: Onderhuids
- 2011: Verlange
- 2015: Windvogel